# Ali Kuçik
Ali Kuçik (* 17. Juni 1991 in İnebolu) ist ein türkischer Fußballspieler.

## Karriere

### Vereinskarriere
Kuçik begann mit dem Vereinsfußball in der Jugend von Yavuz Sultan Selim SK und wechselte anschließend in die Jugend von Beşiktaş Istanbul. Hier erhielt er im Frühjahr 2008 einen Profivertrag und absolvierte bis zum Saisonende eine Pokalbegegnung für die Profis. Die nächste Saison verbrachte er ausschließlich bei der Reservemannschaft. Zur Saison 2010/11 wurde er vom neuen Trainer Bernd Schuster, neben vielen anderen Spielern aus der Reservemannschaft, in das Saisonvorbereitungscamp mitgenommen. Während der Saison wurde er neben seiner Tätigkeit bei der Reservemannschaft immer wieder am Training der Profis beteiligt und in einigen Pflichtbegegnungen sogar eingesetzt. Nach dem Rücktritt Schusters wurde er vom neuen Coach Tayfur Havutçu auf die Liste der Spieler gesetzt, die ausgeliehen werden sollten. So verbrachte Kuçik die Rückrunde der Saison 2010/11 beim Erstligisten Bucaspor.
Die Saison 2011/12 wurde er ebenfalls als Leihspieler abgegeben, diesmal zum Erstligisten Kardemir Karabükspor. Hier löste er bereits zur Winterpause seinen Vertrag mit Karabükspor auf und wechselte zum Zweitligisten Göztepe Izmir. Im Frühjahr 2014 wurde Kuçiks Vertrag mit Göztepe aufgelöst. Wenig später heuerte er beim Zweitligisten  TKİ Tavşanlı Linyitspor an. Nachdem dieser Verein im Sommer 0214 den Klassenerhalt der TFF 1. Lig verfehlt hatte, zog er zum Istanbuler Drittligisten Fatih Karagümrük SK weiter.
Zur Saison 2015/16 wechselte Kuçik zum Zweitligisten 1461 Trabzon.

### Nationalmannschaft
Kuçik durchlief von der türkischen U-16 bis zur U-21 alle Jugendnationalmannschaft der Türkei.
Im Rahmen des Turniers von Toulon 2012 wurde Kuçik im Mai 2012 für die zweite Auswahl der türkischen Nationalmannschaft nominiert. Die türkische A2 nominierte hierfür Spieler, die jünger als 23 Jahre waren, um die Altersbedingungen für das Turnier zu erfüllen. Die Mannschaft schaffte es bis ins Finale und unterlag dort der Auswahl Mexikos.

## Erfolge
- Zweite Auswahl der Türkischen Nationalmannschaft:
  - Vizemeister im Turnier von Toulon (1): 2012